# Sekulär konfirmation
Sekulär konfirmation eller borgerlig konfirmation är en mognadsexamen för ungdomar, som är tänkt att motsvara kristendomens konfirmation eller liknande ceremonier i andra religioner.
Några exempel är Humanistisk konfirmation som förrättas av det svenska förbundet Humanisterna, Alternativ Konfirmation som arrangeras av Växtkraft, samt Jugendweihe (eller Jugendfeier) i Tyskland. 
I Finland och Sverige ordnas Prometheus-lägren, religiöst och politiskt obundna livssynsläger för 14-18-åringar. Lägren riktades i Finland ursprungligen till dem som inte hör till något religiöst samfund och studerar livsåskådningskunskap (istället för någon religion) i finska skolan, men riktar sig idag till alla intresserade. Lägren i Finland ordnas av föreningen Prometheus-lägrets stöd. Lägren i Sverige (första gången 2009) ordnas av Protus Sverige, systerförening till finska Prometheus-lägrets stöd. 